# آرکونسه
آرکونسه (انگلیسی: Arconce) رودی در بخش مرکزی کشور فرانسه است. این رودخانه پس از طی مسافت ۹۸٫۸ کیلومتر (۶۱٫۴ مایل) به وارن سن ژرمن می‌ریزد.

## مشخصات
طول این رودخانه ۹۸٫۸ کیلومتر (۶۱٫۴ مایل) است.

## موقعیت
آرکونسه در کشور فرانسه قرار داشته و از عبور می‌کند.